# New wave of American heavy metal
New wave of American heavy metal (NWOAHM) is een melodieuze combinatie tussen metalcore, thrashmetal en melodieuze deathmetal. Deze vorm van metalcore is geïnspireerd door melodieuze deathmetalbands uit Göteborg (Zweden), zoals At the Gates, Dark Tranquillity, In Flames en Arch Enemy. In sommige gevallen wordt deze stroming in de volksmond 'thrashcore' genoemd.
Amerikaanse bands uit de new wave of American heavy metal hebben de mosterd overduidelijk uit de Göteborg-scene gehaald. NWOAHM kan de Amerikaanse versie van Göteborg-style genoemd worden.

## Bands
Hieronder volgt een lijst van een aantal Göteborg-style-metalcorebands:
- All That Remains
- As I Lay Dying
- August Burns Red
- Caliban
- Chimaira
- Killswitch Engage
- Lamb of God
- Trivium
- Unearth